# 179-й спасательный центр МЧС России
179-й спасательный центр МЧС России  официальное сокращённое наименование «ФГКУ „Ногинский СЦ МЧС России“»; известен под наименованием в/ч 84411, является первым в Российской Федерации спасательным центром. Расположен в Богородском городском округе Московской области к северу от городской черты Ногинска.

## История Центра
Официальной датой основания 179-го спасательного центра является 13 января 1998 года, когда были объединены в единую структуру две бригады МЧС: 8-я отдельная автомобильная и 233-я аварийно-спасательная. Это преобразование было произведено во исполнение приказа МЧС России от 22 декабря 1997 года. В состав центра также вошёл Международный центр подготовки спасателей в качестве 40-го Российского центра подготовки спасателей (РЦПС).

### История 8-й отдельной автомобильной бригады
Вошедшая в состав 179-го спасательного центра 8-я отдельная автомобильная бригада ведёт своё происхождение от созданного ещё в декабре 1983 года 830-го отдельного автомобильного батальона войск гражданской обороны. В 1992 году батальон был переподчинён ГКЧС и преобразован в 11-й отдельный автомобильный полк (ОАП); на него были возложены специфичные для данного ведомства функции: доставка гуманитарных грузов, эвакуация беженцев, подготовка водительских кадров для войск гражданской обороны.
В 1992 году полк участвовал в доставке гуманитарных грузов в Афганистан, Иран и Таджикистан.
В 1993 году силами полка была произведена доставка гуманитарных грузов в Югославии, а также доставка гуманитарной помощи и эвакуация населения заблокированного абхазского города Ткварчал.
В 1994—1996 годах полк обеспечивал доставку грузов и функционирование в Танзании лагеря беженцев из Руанды, также продолжал работы в Югославии, доставлял топливо русским общинам духоборов в Грузии. Полк обеспечивал доставку с баз хранения на аэродромы грузов для помощи пострадавшему населению Сахалинской области, Камчатки, Красноярского края, Грузии, Таджикистана, Китая, Эфиопии, Заира и Ливана.
В феврале 1997 года полк был реорганизован в 8-ю отдельную автомобильную бригаду МЧС России.

### История 233-й аварийно-спасательной бригады
Второй основной составляющей 179-го спасательного центра стала 233-я аварийно-спасательная бригада. История этого подразделения восходит к сформированному 28 июня 1936 года в городе Ногинске 3-му инженерно-противохимическому полку местной противовоздушной обороны. После начала Великой Отечественной войны полк была выделен в резерв Верховного Главного командования и выполнял задачи по ликвидации последствий немецких бомбардировок Москвы и городов Московской области. В критический период осени 1941 года, когда враг подошёл к Москве, полк был включён в действующую армию и выполнял задачи по минированию подступов к столице: было установлено несколько десятков тысяч противотанковых мин, тысячи противопехотных мин, заминированы 27 различных сооружений и объектов. После разгрома фашистских войск под Москвой полк решал задачи по разминированию Москвы и её ближайших пригородов от немецких мин, фугасов и неразорвавшихся боеприпасов.
В мирное время личный состав полка принимал участие в строительстве таких объектов как Московская кольцевая дорога, кинотеатр Россия, стадион им. В. И. Ленина в Лужниках, Кремлёвский дворец съездов и др.
В 1972 году на протяжении 80 суток личный состав полка вёл борьбу с пожарами в Подмосковье.
В 1977 году полк принимал участие в восстановлении гостиницы Россия после пожара, произошедшего 25 февраля 1977 года.
В 1984 году личный состав полка участвовал в ликвидации последствий урагана в Ивановской области.
В 1992 году полк был преобразован в 233-ю отдельную аварийно-спасательную бригаду, которая принимала участие в гуманитарных миссиях в Югославии и Танзании, а также спасательную миссию после землетрясения в Нефтегорске (май 1995 года).
13 января 1998 года 233-я отдельная аварийно-спасательная бригада была преобразована в 179-й спасательный центр МЧС России.

### Организационная структура Центра
- 1351 центр обеспечения (Российского национального корпуса чрезвычайного гуманитарного реагирования) — предназначен для обеспечения населения, пострадавшего от чрезвычайных ситуаций продовольствием, водой, предметами первой необходимости и другими материальными средствами и услугами;
- 65 отдельный автомобильный отряд — предназначен для проведения мероприятий по эвакуации населения, материальных и культурных ценностей из зон чрезвычайных ситуаций, а также по первоочередному жизнеобеспечению населения в районе чрезвычайной ситуации;
- 1169 центр (аварийно-спасательных работ) — предназначен для проведения аварийно-спасательных и других неотложных работ в зонах чрезвычайных ситуаций;
- 1125 центр (радиационной, химической и биологической защиты) — предназначен для ведения радиационной, химической и неспецифической бактериологической (биологической) разведки в зонах чрезвычайных ситуаций, а также на маршрутах выдвижения к ним, проведения работ по санитарной и специальной обработке населения, техники и имущества, обеззараживание зданий, сооружений и территорий;
- 1234 медицинский центр — предназначен для оказания первой медицинской помощи населению, пострадавшему в результате чрезвычайной ситуации;
- 1192 центр охраны — предназначен для обеспечения охраны объектов Ногинского СЦ, охраны и сопровождения грузов гуманитарной помощи.
- 334 учебно-тренировочный центр — предназначен для обеспечения практической подготовки и переподготовки по различным специальностям: спасатель, сапер, кинолог, водитель, промышленный альпинист, специалист по ремонту и обслуживанию гидравлического аварийно-спасательного инструмента и др.;
- 40 центр подготовки спасателей — предназначен для практической подготовки и переподготовка спасателей;
- 46 кинологический центр — предназначен для обеспечения практической подготовки и переподготовки на базе имеющихся учебных центров по различным специальностям: кинолог, племенная работа;
- 955 база ремонта и хранения техники;
- центр материально-технического обеспечения;
- узел связи[4].

### Основные операции Центра
- Ноябрь 1999 года — октябрь 2001 года — доставка грузов гуманитарной помощи и эвакуации беженцев на территории Чеченской Республики, Боснии-Герцеговины и Сербии.
- Июнь — декабрь 2000 года, октябрь — ноябрь 2002 года — доставка грузов гуманитарной помощи и перевозка пострадавшего населения в бывшей Югославии.
- Август 2002 года — доставка 80 тонн гуманитарного груза в город Магдебург (Германия), пострадавший от наводнения.
- В 2005 году Центр осуществлял приём и доставку во Владикавказ гуманитарных грузов от Италии, Турции, Австралии, Нидерландов и Канады для детей, пострадавших в результате террористического акта в Беслане.
- В феврале 2006 года груза гуманитарной помощи от партии «Единая Россия» жителям г. Алчевск (Украина), пострадавшим от морозов.
- В марте 2006 года операция по доставке гуманитарной помощи в город Тирасполь (Приднестровье).
- В течение 2006 года получение, доставка и погрузка грузов гуманитарной помощи для отправки авиатранспортом МЧС в регионы России, а также в страны ближнего и дальнего зарубежья.
- В 2007 году получение, доставка и погрузка гуманитарного груза, отправленного в регионы России, страны ближнего и дальнего зарубежья.
- С 1 по 14 августа 2008 года автомобильными колоннами доставлен гуманитарный груз в г. Ивано-Франковск (Украина) и г. Кишинёв (Молдавия), г. Тирасполь (Приднестровье) пострадавшие от наводнения.
- С 10 по 15 августа 2008 года двумя автомобильными колоннами и 23 августа по 1 сентября 2008 ещё одной колонной доставлен груз гуманитарной помощи населению Республики Южная Осетия, пострадавшему в результате войны в Грузии. В период с августа по октябрь 2008 года доставка гуманитарных грузов и питьевой воды населению Южной Осетии и Грузии[источник не указан 860 дней].
- С 27 по 28 февраля 2012 года разбор завалов и поиск пострадавших в результате взрыва газа и обрушения дома в г. Астрахань
- С 7 по 20 июля 2012 года разбор завалов и помощь пострадавшему населению в результате наводнения в г. Крымск, Краснодарского края.

## Основные задачи центра
- проведение аварийно-спасательных и других неотложных работ в зонах чрезвычайных ситуаций на территории Российской Федерации, стран ближнего и дальнего зарубежья по обращениям соответствующих органов этих стран, в том числе в составе Корпуса сил СНГ;
- обеспечение действий сил Российского национального корпуса чрезвычайного гуманитарного реагирования, созданного в соответствии с постановлением правительства Российской Федерации от 13 октября 1995 года № 1010;
- доставка грузов гуманитарной помощи в зоны чрезвычайных ситуаций в Российской Федерации и в установленном порядке в страны ближнего и дальнего зарубежья;
- оказание первой медицинской помощи населению, пострадавшему в результате чрезвычайных ситуаций;
- проведение пиротехнических работ, связанных с уничтожением авиационных бомб, мин и фугасов в городах и населённых пунктах;
- тушение пожаров в районах чрезвычайных ситуаций;
- практическая подготовка и переподготовка спасателей;
- обеспечение подготовки и переподготовки на базе имеющегося учебного центра специалистов и руководящего состава единой государственной системы предупреждения и ликвидации чрезвычайных ситуаций (РСЧС);
- подготовка младших специалистов для войск гражданской обороны Российской Федерации;
- ведение радиационной, химической и биологической разведки в зонах чрезвычайных ситуаций, а также на маршрутах выдвижения к ним;
- обеспечение населения, пострадавшего от чрезвычайных ситуаций, продовольствием, водой, предметами первой необходимости и другими материальными средствами и услугами в установленном порядке;
- проведение мероприятий по эвакуации населения, материальных и культурных ценностей из зон чрезвычайных ситуаций, а также по первоочередному жизнеобеспечению населения в районах чрезвычайных ситуаций;
- проведение работ по санитарной и специальной обработке населения, техники и имущества, обеззараживание зданий, сооружений и территорий;
- накопление, размещение, хранение и своевременная замена вооружения, техники и других материально-технических средств, предназначенных для проведения аварийно-спасательных и неотложных работ.

## Земельный кадастр
Согласно данным Публичной кадастровой карты основная территория Центра зарегистрирована в качестве участка 50:16:0201008:3 площадью 110,5 га и адресными ориентирами «Ногинский район, городское поселение Ногинск, 2 км+200 м северо-западнее от 5 км шоссе Ногинск-Боровково, территория 179 Спасательного центра МЧС России», а также смежного с ним участка 50:16:0201008:6 площадью 51,9 га с указанием «Под техническую зону».